# Podhorany (okres Kežmarok)
Podhorany (též Podhorany pri Kežmarku; německy Maltern, maďarsky Maldur) jsou obec na Slovensku v okrese Kežmarok v Prešovském kraji.  Žije zde přibližně 3 000 obyvatel. 
První písemná zmínka o obci pochází z roku 1297. Ohrazený kostel svatého Michala pochází z druhé poloviny 13. století. V roce 1921 zde stálo 149 domů a žilo zde 580 obyvatel, z toho 566 Němců.